# Vesna (film)
 (juillet 2024).
 (juillet 2024).
La mise en forme du texte ne suit pas les recommandations de Wikipédia : il faut le « wikifier ».
Les points d'amélioration suivants sont les cas les plus fréquents :
- Les titres sont pré-formatés par le logiciel. Ils ne sont ni en capitales, ni en gras.
- Le texte ne doit pas être écrit en capitales (les noms de famille non plus), ni en gras, ni en italique, ni en « petit »…
- Le gras n'est utilisé que pour surligner le titre de l'article dans l'introduction, une seule fois.
- L'italique est rarement utilisé : mots en langue étrangère, titres d'œuvres, noms de bateaux, etc.
- Les citations ne sont pas en italique mais en corps de texte normal. Elles sont entourées par des guillemets français : « et ».
- Les listes à puces sont à éviter, des paragraphes rédigés étant largement préférés. Les tableaux sont à réserver à la présentation de données structurées (résultats, etc.).
- Les appels de note de bas de page (petits chiffres en exposant, introduits par l'outil «  Source ») sont à placer entre la fin de phrase et le point final[comme ça].
- Les liens internes (vers d'autres articles de Wikipédia) sont à choisir avec parcimonie. Créez des liens vers des articles approfondissant le sujet. Les termes génériques sans rapport avec le sujet sont à éviter, ainsi que les répétitions de liens vers un même terme.
- Les liens externes sont à placer uniquement dans une section « Liens externes », à la fin de l'article. Ces liens sont à choisir avec parcimonie suivant les règles définies. Si un lien sert de source à l'article, son insertion dans le texte est à faire par les notes de bas de page.
- La présentation des références doit suivre les conventions bibliographiques. Il est recommandé d'utiliser les modèles {{Ouvrage}}, {{Chapitre}}, {{Article}}, {{Lien web}} et/ou {{Bibliographie}}. Le mode d'édition visuel peut mettre en forme automatiquement les références.
- Insérer une infobox (cadre d'informations à droite) n'est pas obligatoire pour parachever la mise en page.

Pour une aide détaillée, merci de consulter Aide:Wikification.
Si vous pensez que ces points ont été résolus, vous pouvez retirer ce bandeau et améliorer la mise en forme d'un autre article.
 (août 2024).
Si vous disposez d'ouvrages ou d'articles de référence ou si vous connaissez des sites web de qualité traitant du thème abordé ici, merci de compléter l'article en donnant les références utiles à sa vérifiabilité et en les liant à la section « Notes et références ».
Pour les articles homonymes, voir Vesna (homonymie).
Vesna est une comédie romantique slovène en noir et blanc réalisée par František Čap en 1953. "Il constitue l'un des films yougoslaves les plus regardés au cinéma et possède une suite intitulée Ne čakaj na maj sortie en 1957. Il se distingue des films contemporains par ses thématiques légères, dans un environnement cinématographique saturé par le film de guerre.
Pour plus de détails, voir Fiche technique et Distribution.

## Synopsis
Trois étudiants, Samo, Sandi et Krištof, entreprennent de courtiser la fille de leur professeur de mathématiques, afin de voler les copies de leur examen final. Ignorant le véritable nom de la jeune femme, ils la nomment Vesna, en référence à la déesse slave du printemps. Mais lorsque Samo fait la connaissance de Vesna, il tombe sérieusement amoureux d'elle et refuse de la manipuler en vue des épreuves. Vesna, quant à elle, apprend le plan initial de Samo par un collègue et rompt avec lui. Il tentera tout pour la réconciliation.

## Fiche technique
Sauf indication contraire, les informations mentionnées dans cette section peuvent être confirmées par la base de données cinématographiques IMDb,  présente dans la section « Liens externes ».
- Titre original : Vesna
- Réalisation : František Čap
- Scénario : Matej Bor
- Musique : Bojan Adamič
- Photographie : Metod Badjura, Žaro Tušar, Viki Pogacar
- Son : Marjan Meglič
- Costumes : Mija Jarc
- Genre : Comédie romantique
- Durée : 91 minutes

## Distribution
Sauf indication contraire, les informations mentionnées dans cette section peuvent être confirmées par la base de données cinématographiques IMDb,  présente dans la section « Liens externes ».
- Metka Gabrijelčič : Vesna/Janja
- Franek Trefalt : Samo
- Janez Čuk : Sandi
- Jure Furlan : Krištof
- Metka Bučar : La mère de Samo
- Stane Sever : Le professeur Slapar, père de Janja
- Elvira Kralj : Tante Ana, sa sœur
- Frane Milčinski - Ježek : Le peintre Trpin